# Aidophus parcus
Aidophus parcus är en skalbaggsart som beskrevs av Horn 1887. Aidophus parcus ingår i släktet Aidophus och familjen Aphodiidae. Inga underarter finns listade i Catalogue of Life.